# NGC 1271
NGC 1271 是英仙座的一個椭圆星系或透鏡狀星系。距地球约 2.5 亿光年。该星系由天文学家纪尧姆·比古尔丹於 1884 年 11 月 14 日发现。 NGC 1271是英仙座星系團的一員。其中心有一個核球。